# Фоздиново
Фоздиново (итал. Fosdinovo) — коммуна в Италии, располагается в регионе Тоскана, в провинции Масса-Каррара.
Население составляет 4854 человека (2008 г.), плотность населения составляет 101 чел./км². Занимает площадь 48 км². Почтовый индекс — 54035, 54030. Телефонный код — 0187.
Покровителем коммуны почитается святой Ремигий Реймсский, празднование 1 октября.
Здесь родился известный итальянский певец, музыкант и композитор Тото Кутуньо.

## История
В средние века Фоздиново был центром небольшого маркизата, куда помимо самого городка входили несколько окрестных деревень. В 1355 году император Священной Римской империи Карл IV Люксембургский посетил этот район и присвоил титул маркиза сеньору Галеотто Маласпино, потомки которого владели Фоздиново до эпохи Наполеоновских войн. В 1666 году город получил право чеканить собственные серебряные и золотые монеты. В 1797 году маркизат потерял независимость и в 1802 году его территория вошла в состав Цизальпийской республики.

## Демография
Динамика населения:

## Администрация коммуны
- Официальный сайт: http://www.comune.fosdinovo.ms.it/